# Park Narodowy „Bikin”
Park Narodowy „Bikin” (ros. Национальный парк «Бикин») – jeden z większych parków narodowych w Rosji. Znajduje się w rejonie pożarskim w Kraju Nadmorskim, a jego obszar wynosi 11 604 km². Park został utworzony dekretem rządu Federacji Rosyjskiej z dnia 3 listopada 2015 roku.  W 2018 roku został wpisany na Listę Światowego Dziedzictwa UNESCO i razem, wpisanym już na listę w 2001 roku, Sichotealińskim Rezerwatem Biosfery figuruje pod wspólną nazwą „Środkowy Sichote-Aliń”. W 2004 roku został zakwalifikowany przez BirdLife International jako ostoja ptaków IBA. 

## Opis
Park obejmuje środkową i górną część dorzecza rzeki Bikin, jednego z największych dopływów Ussuri. Położony jest na zachodnich zboczach gór Sichote-Aliń. Cały teren parku pokryty jest lasami. We wschodniej części dominują lasy modrzewiowe i jodłowo-świerkowe, w części zachodniej lasy sosny syberyjskiej i jodłowo-sosnowe.
Głównym zadaniem parku jest ochrona tygrysa syberyjskiego. Jest to jest jedno z ostatnich jego naturalnych siedlisk. Na terenie parku mieszka około 10% światowej populacji tego kota (kilkadziesiąt osobników). Fauna parku to 48 gatunków ssaków (oprócz tygrysa to m.in. wilki, łosie, jelenie. sarny, niedźwiedzie brunatne i himalajskie), 194 gatunki ptaków, 7 gatunków płazów, 10 gatunków gadów i 26 gatunków ryb.

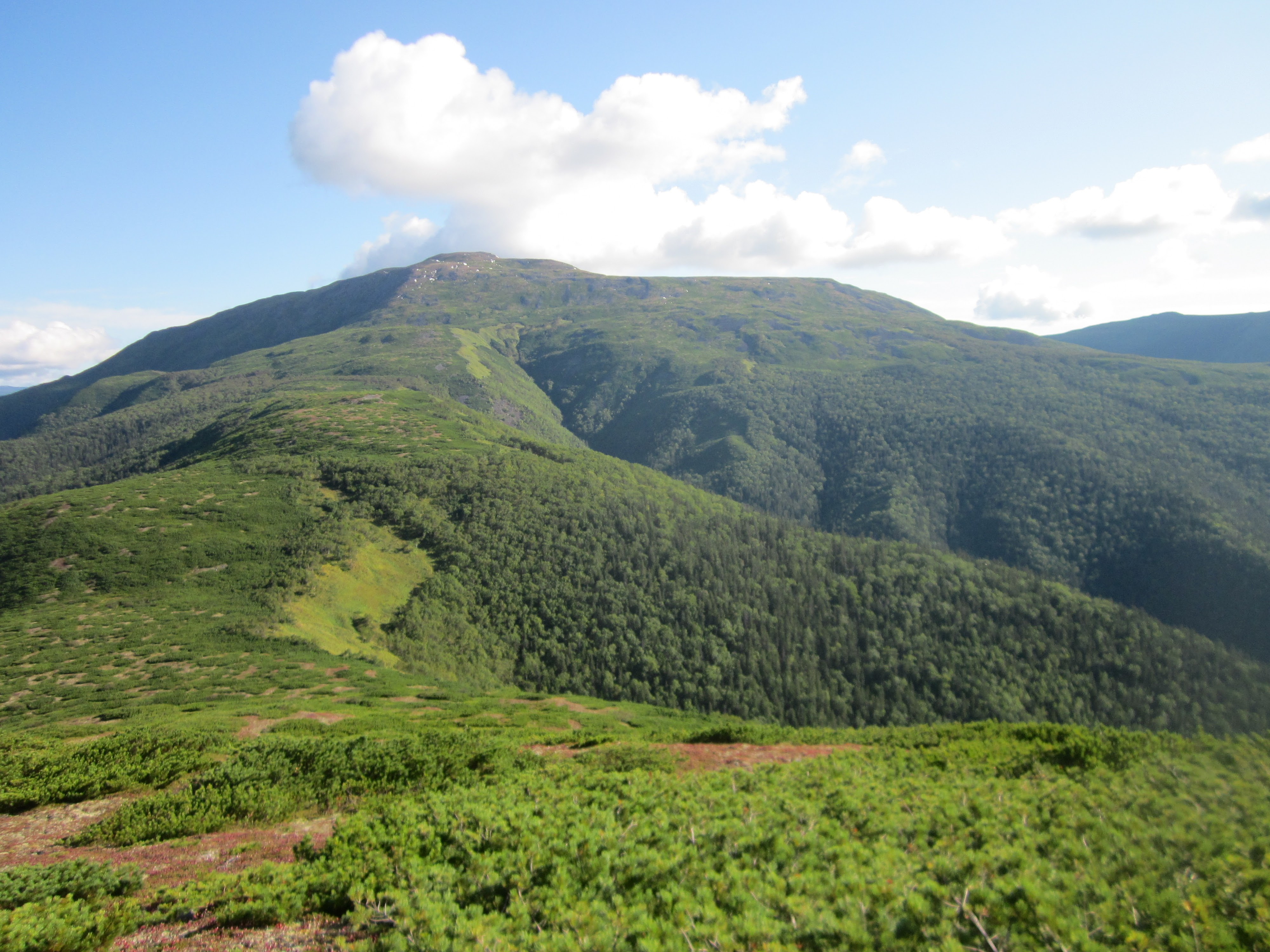
Zachodnie zbocza Sachote-Aliń

## Klimat
Klimat na terenie parku jest umiarkowany chłodny monsunowy.